# Ripartitella ponderosa
Ripartitella ponderosa är en svampart som först beskrevs av A.H. Sm. & Singer, och fick sitt nu gällande namn av Franco-Mol. 1993. Ripartitella ponderosa ingår i släktet Ripartitella och familjen Agaricaceae.   Inga underarter finns listade i Catalogue of Life.